# Digboi Oil Town
Digboi Oil Town è una suddivisione dell'India, classificata come census town, di 16.584 abitanti, situata nel distretto di Tinsukia, nello stato federato dell'Assam. In base al numero di abitanti la città rientra nella classe IV (da 10.000 a 19.999 persone).

## Società

### Evoluzione demografica
Al censimento del 2001 la popolazione di Digboi Oil Town assommava a 16.584 persone, delle quali 8.642 maschi e 7.942 femmine. I bambini di età inferiore o uguale ai sei anni assommavano a 1.641, dei quali 859 maschi e 782 femmine. Infine, coloro che erano in grado di saper almeno leggere e scrivere erano 13.543, dei quali 7.285 maschi e 6.258 femmine.